# El húsar de la muerte
El húsar de la muerte es una película muda chilena de 1925. Fue escrita, dirigida y protagonizada por Pedro Sienna. La cinta narra las aventuras del prócer chileno Manuel Rodríguez durante el periodo de la Reconquista hasta su muerte en 1818.
El húsar fue estrenada el 24 de noviembre de 1925 en los teatros Brasil, Septiembre, Esmeralda y O´Higgins en Santiago.
La cinta fue restaurada en 1962 y 1995. Gracias a esto, es el único filme mudo de Chile que puede verse de manera íntegra en la actualidad. Fue además nombrado monumento histórico, siendo la única película en recibir aquella denominación.

## Trama
La película comienza tras el Desastre de Rancagua, batalla de 1814 en que las fuerzas realistas derrotaron a las chilenas. Mientras los realistas celebran la victoria, Manuel Rodríguez les envía una nota que reza: "No alegrarse demasiado. Se acerca la hora de la libertad. Mueran los tiranos ¡Viva la Patria!" Los patriotas, que escasean en número, recuperan el ánimo cuando Manuel Rodríguez los visita. Allí, Rodríguez les comunica que debe viajar a Mendoza para reunirse con San Martín, donde evaluarán los pasos a seguir.
A su regreso, Manuel Rodríguez se encuentra con dos soldados Talaveras, pero logra derrotarlos. La noticia de la llegada de Rodríguez preocupa a los realistas, sobre todo al capitán Vicente San Bruno, quien ve en él una amenaza. Para no ser reconocido, el guerrillero se disfraza, lo cual le permite transitar por la ciudad. Un día, Rodríguez ve y se enamora de Carmen de Aguirre, hija del marqués de Aguirre. 
Rodríguez comienza a alentar y reclutar patriotas dispuestos a luchar por la independencia del país. Entre quienes siguen al guerrillero está “el huacho pelao”, un niño que cansado de los golpes de los soldados realistas decide luchar contra los españoles. Mientras tanto, las fuerzas realistas están tras el paso de Rodríguez, pero logra siempre burlarlos.
Gracias a sus disfraces, Manuel Rodríguez logra entrar a la casa del gobernador Francisco Casimiro Marcó del Pont, haciéndose pasar por un conde. Allí, con la ayuda de “el huacho pelao”, roba unos documentos del gobernador. Tras descubrir lo que hizo el rebelde, el gobernador ofrece una recompensa a cualquiera que capture a Rodríguez, vivo o muerto. Al oír esto, uno de los hombres de Rodríguez lo traiciona, y le dice a las autoridades el paradero del guerrillero. Sin embargo, Rodríguez se entera del hecho antes que las tropas lleguen al lugar.
Tras esto, Rodríguez y sus hombres son perseguidos hasta el fundo de Aguirre, donde los realistas pretenden acorralarlo. En el enfrentamiento es herido por una bala y llevado a la hacienda, donde reconoce a Carmen de Aguirre, quien cuida de él. Cuando el capitán San Bruno va a la hacienda para interrogarlo, Rodríguez lo vence en un duelo de espadas. Tras esto, Rodríguez abandona la hacienda para ir a Mendoza, despidiéndose de Carmen.
En Mendoza, Rodríguez le entrega a San Martín los documentos que había robado al gobernador. La película termina con subtítulos que narran los acontecimientos posteriores, como la batalla de Maipú y el ascenso de O'Higgins al poder. Finalmente, se muestra una escena en que un soldado narra la muerte de Manuel Rodríguez a los amigos del guerrillero. El grupo va al lugar donde está su cadáver y lo sepultan.

## Reparto

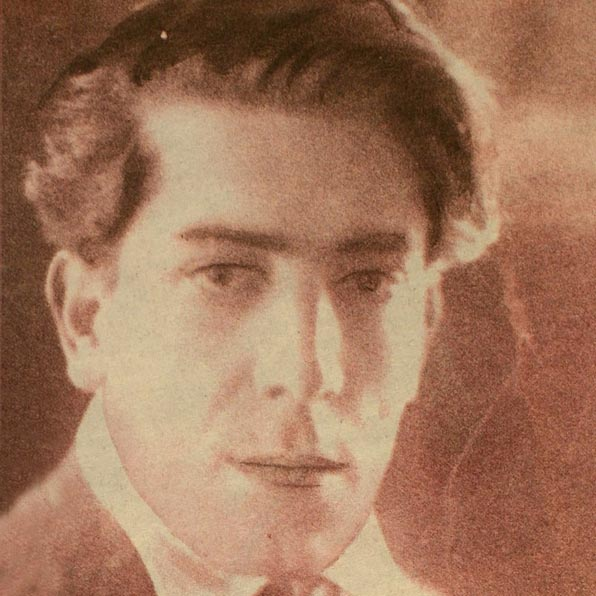
Pedro Sienna, protagonista de la película.

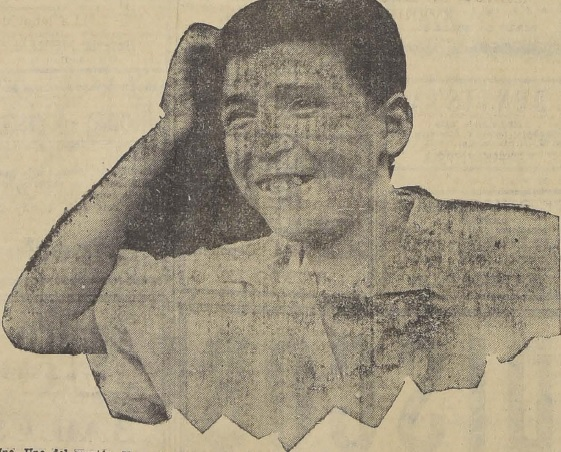
Guillermo Barrientos personificó a «el huacho pelao»

| Actor                                                     | Personaje                |
| --------------------------------------------------------- | ------------------------ |
| Pedro Sienna                                              | Manuel Rodríguez         |
| Clara Werther                                             | Carmen de Aguirre        |
| Piet Van Ravenstein                                       |                          |
| Guillermo Barrientos                                      | El huacho pelao          |
| María de Hanning                                          |                          |
| Dolores Anziani                                           | Charito                  |
| Hugo Silva Endeiza                                        | Jefe de hogar - Patriota |
| Guido Silva Nilsen (hijo de Víctor Domingo Silva Endeiza) | Niño Jugando al inicio   |
| Piet van Ravebstein                                       | Enoc Vidal el Grande     |
| Luis Baeza                                                |                          |
| Octavio Soto                                              |                          |
| Federico Geimza                                           |                          |
| Emilia Sierra                                             |                          |
| Ángel Díaz                                                |                          |
| Víctor Véjar                                              |                          |

## Producción
Según Pedro Sienna, las condiciones en que fue rodada la película eran precarias. Los lugares donde filmaron "eran sitios que por su disposición y traza no pasaban de constituir un rincón de patio, galpón, antigua caballeriza o lo que fuera". Gran parte de las escenas fueron realizadas utilizando la luz del día, cuya intensidad era graduada con un toldo de sábanas. Durante la primera etapa de producción del filme en 1925, la película tuvo el título preliminar de «El Guerrillero».

## Recepción

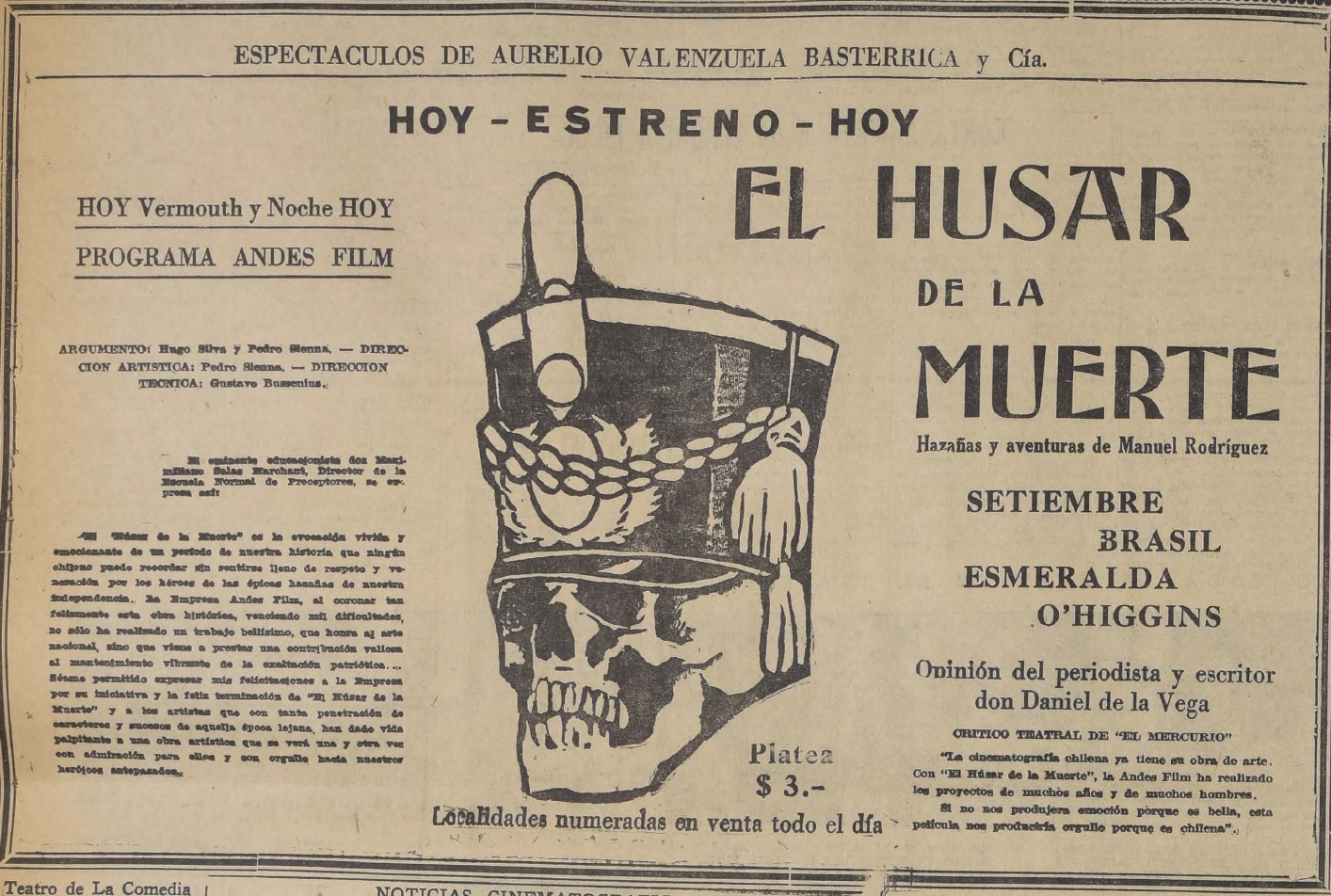
Publicidad de la película el día de su estreno. En el diario La Nación, 24 de noviembre de 1925.

El húsar de la muerte obtuvo una respuesta positiva por parte de la crítica cinematográfica chilena. Según El Diario Ilustrado:

sus escenas sencillas y nítidas, dejan esa impresión agradable de estar viviendo esa época de hazañas y glorias donde se siente transportado por el encanto y perfección tanto de la trama como de la correcta interpretación.

Para el diario El Mercurio:

Pedro Sienna, el hábil director artístico de la Andes Film, caracteriza con perfección al insigne guerrillero, así como Gustavo Bussenius el competente y activo director técnico completa este trabajo con la perfección de los detalles y la filmación correcta de la mejor y más perfecta película chilena.

En la crítica de la revista Zig-Zag se sostuvo que la película

(entrega) concesiones al gusto de la galería, que delira de entusiasmo en ciertos pasajes; pero en resumen, deja la impresión de un argumento pensado con inteligencia y bien desarrollado.

La película fue un éxito de taquilla. En su primer mes fue vista por más de cien mil personas.

## Restauración

Noticia de la sonorización de la película, enero de 1942

En 1942 se realizó una copia sonorizada de la película en los Estudios Pardo. Fue exhibida en los teatros Portugal, Esmeralda, Alameda y Colón de Santiago de Chile.
En 1958, el documentalista chileno Sergio Bravo adquirió varios rollos de cintas antiguas, entre las cuales se encontraba El húsar de la muerte. Cuatro años más tarde, Bravo comenzó el proceso de restauración de la película, financiado por la Universidad de Chile a través de su Centro de Cine Experimental. En 1964 se agregó una banda sonora con temas compuestos por Sergio Ortega.
Posteriormente, en 1995, la división de cultura del Ministerio de Educación realizó una nueva copia de la película. El proceso duró un año, y se hizo a través del nitrato de celulosa del filme almacenada en la Cineteca de la Universidad de Chile. Esta versión contó con una nueva música incidental compuesta por Horacio Salinas, interpretada por el grupo Inti Illimani. Tanto esta labor de restauración como la de 1962 han permitido que El húsar de la muerte sea la única película muda chilena en poder ser vista íntegramente en la actualidad.
La cinta fue declarada Monumento Histórico Nacional a través del Decreto N° 742 del 13 de julio de 1998. Es la única película chilena en recibir aquella denominación.

## Adaptación teatral
El año 2000, la compañía de teatro chilena La Patogallina estrenó el montaje El húsar de la muerte, un espectáculo basado en las hazañas de Manuel Rodríguez, no solo inspirada en la temática de esta película, sino además en su estética en blanco y negro y con rasgos expresionistas.